# سان تزنونه ال پو
سان تزنونه ال پو (به ایتالیایی: San Zenone al Po) یک کومونه در ایتالیا است که در استان پاویا واقع شده‌است. سان تزنونه ال پو ۶ کیلومتر مربع مساحت و ۵۱۸ نفر جمعیت دارد و ۵۹ متر بالاتر از سطح دریا واقع شده‌است.